# Nirgendwo in Afrika
En un lugar de África (en alemán: Nirgendwo in Afrika) es una película épica alemana de 2001, dirigida por Caroline Link y basada en la novela autobiográfica del mismo nombre, escrita por Stefanie Zweig. Relata la historia de una familia judía que emigra a Kenia durante la Segunda Guerra Mundial para escapar de la persecución en la Alemania Nazi y cultivar una granja. La película ganó el Óscar a la mejor película extranjera en el 2002.

## Argumento
En 1938, la familia Redlich huye a Kenia desde Leobschütz (en Silesia, Alemania Nazi) para escapar de la creciente persecución a los judíos por parte de los nazis. Walter, un exabogado, encuentra trabajado como administrador de una granja y envía por su familia. Su esposa Jettel tiene problemas adaptándose a la vida en África, aunque su hija Regina se adecua rápidamente a su nuevo ambiente, aprendiendo fácilmente la lengua del país y mostrando interés por la cultura local. Pronto, Regina hace amistad con el cocinero de la granja, Owuor.
Cuando estalla la Segunda Guerra Mundial, los británicos reúnen a todos los ciudadanos alemanes y los detienen, sean judíos o no, separando a hombres de mujeres. El matrimonio Redlich se empieza a deteriorar. Jettel duerme con un soldado británico que hablaba alemán para asegurar trabajo y una casa para la familia, pero tanto Regina como Walter se enteran de este hecho. Walter decide unirse al Ejército Británico y quiere que Jettel vaya a Nairobi con él, pero ella se niega y permanece en la granja con Owuor. Regina es enviada a un internado inglés, donde permanece por años, solo volviendo de vez en cuando durante la temporada de cosecha. Durante este tiempo, Jettel y Süsskind empiezan una relación.
Walter regresa de la guerra y dice que la política del Ejército Británico es de mandar a todos los soldados con sus familias a casa. Jettel se niega a ir con él, al afirmar que la granja la necesita. Finalmente, su relación mejora y Jettel le permite decidir a Walter si se marchan o no. Walter se presenta para ocupar el cargo de juez en la Alemania de la posguerra. La última escena muestra a Walter, Regina y Jettel viajando en un tren africano; cuando el tren se detiene, una mujer africana ofrece a Jettel un plátano, de forma que se da cuenta cuánto le importa África.

## Contexto histórico
En un lugar de África es una película que se narra en un periodo muy intenso para Alemania. El periodo se desarrolla entre 1933 y 1945 cuando Alemania fue una dictadura. Muchos familias de judíos alemanes como los protagonistas tuvieron que emigrar e huir de Alemania a otros países donde que no estuvieran regidos por un sistema comunista. Fueron varios los elementos que influyeron en la migración de los judíos durante la Segunda Guerra Mundial. El más importante fue la presión ejercida por los nazis hacia esta minoría religiosa. Además muchos países aceptaron a inmigrantes judíos.
Dentro del contexto histórico de la película podemos encontrar como nos enmarcamos en la Segunda Guerra Mundial. Como conocemos en este conflicto bélico global se enfrentaron dos bandos. Por un lado, el ámbito de los Aliados compuesto por China, Estados Unidos, Francia, La Unión Soviética, Polonia y Reino Unido. En el bando contrario aparecen las Potencias del Eje compuesto por Alemania, el Imperio de Japón y el Reino de Italia. 
Se caracteriza por ser el conflicto más grande y destructivo de la historia mundial. El conflicto bélico comienza con la invasión de Polonia por parte de Alemania el 1 de septiembre de 1939. Como respuesta a este suceso Reino Unido y Francia le hacen una declaración de guerra a Alemania. La Unión soviética animada por el bando alemán ocupa los estados bálticos en junio de 1940. Italia como miembro de los países Aliados de Alemania se unió a la guerra el 10 de junio de ese mismo año. Durante esos cuatro próximos meses los nazis pierden una batalla aérea contra Inglaterra. Esta batalla es conocida como la Batalla de Reino Unido.
Batalla de Reino Unido 
Tras la pérdida de Francia en junio de 1940, Alemania tuvo una movilización para conseguir una superioridad a nivel aéreo sobre Reino Unido con la iniciativa para poder invadir a la isla. A lo largo de los meses y la continuidad de ataques de manera aérea, Alemania no pudo hacer frente a la destrucción de la Fuerza Aérea Real de Inglaterra. Pero a diferencia de eso, si se pudieron hacer con el control de la región balcánica con la invasión de Yugoslavia y Grecia el 6 de abril de 1941. Esta campaña de bombardeo contra Inglaterra se llevó a cabo hasta mayo de 1941. En última estancia, Alemania puso fin a los ataques a nivel aéreos por la causa principalmente de la iniciación a la invasión de la Unión soviética el 22 de junio de ese año, con la consecuencia de no respetar el Pacto Alemán-Soviético. Destaca como líder soviético Iósif Stalin pasando a ser uno de los principales líderes de las naciones aliadas en momentos de guerra oponiéndose a Alemania y a sus respectivos aliados del Eje.  
Las tropas alemanas tuvieron como principal objetivo a lo largo del otoño de 1941 en intentar adentrarse al completo en la Unión Soviética. Este bando no se valió por satisfecho y el 6 de diciembre de ese año, el bando soviético lanzó una contraofensiva clave. Un día más tarde, Japón, como potencia del Eje bombardea Pearl Harbor, en Hawái; a consecuencia de la incorporación de Estados Unidos a la guerra bajo la alianza compuesta por Reino Unido y la Unión Soviética. 
Un año más tarde, en mayo de 1942 la fuerza Aérea Británica llevó a cabo un asalto a la ciudad alemana de Colonia con un millar de bombardeos, en este momento aparece la primera batallada llevada a cabo en territorio alemán. A lo largo de los tres años siguientes, las fuerzas británicas fueron metódicamente bombardeando ciudades y plantas industriales de todo el imperio alemán, desencadenando así a transformar las principales zonas urbanas de Alemania en escombros. 
Desplazándonos al lado oriental, a lo largo del verano de 1942, los alemanes y los miembros del Eje retomaron el ataque en la Unión Soviética con el fin de obtener Stalingrado, la ciudad de Bakú y en el Cáucaso los yacimientos petrolíferos. A finales del verano la ofensiva de Alemania se detuvo en los dos frentes. En noviembre el lado soviético lanzó una contraofensiva para recuperar Stalingrado y el 2 de febrero del año siguiente, el ejército alemán se vio obligado a rendirse ante el ejército soviético. Los alemanes con su ejército organizaron la mayor batalla con tanques de la historia en Kursk (Rusia) en julio de 1943. Para sorpresa del ejército alemán, las tropas soviéticas debilitaron el ataque y consiguieron un poder militar que no volvieron a abandonar en lo que perduró el conflicto. 
El Consejo del Partido Fascista Italiano nombró como primer ministro al italiano Mussolini (aliado con Hitler). Las autoridades italianas arrestaron a Mussolini, y este fue rescatado por los comandos alemanes de las SS. Como consecuencia de esto Mussolini bajo la supervisión alemana, estableció un régimen neofascista en la zona norte de Italia. El control sobre el norte de Italia por parte de las tropas alemanas perduró hasta el 2 de mayo de 1945, hasta la fecha en la que se rindió 
El día D – 6 de junio de 1944-
El día 6 de junio de 1944 se conoce como el día D. Ese día tiene lugar una operación militar masiva donde 150 mil soldados aliados desembarcan en Francia (ya liberada a finales de agosto). Nos remontamos al 11 de septiembre de ese año cuando las primeras tropas estadounidenses cruzaron hacia Alemania, un mes más tarde de que las tropas soviéticas ya hubieran cruzado la frontera este. En diciembre de 1944 el ejército alemán lanzó un contrataque en Bélgica y en la zona norte de Francia, esta batalla fue conocida como la de las Ardenas. El mando aéreo de los aliados se enfrentó a las plantas industriales del mundo nazi, como en el que por ejemplo se encontraba el campo de Auschwitz. Estos ataques nunca eran dirigidos a las famosas cámaras de gas. 
Continuando con la guerra, el 12 de enero de 1945, la Unión Soviética comenzó una ofensiva contando con la liberación de Polonia occidental y bajo la presión de obligar a Hungría a rendirse. En febrero de 1945 el bando aliado bombardeó la ciudad de Dresde (alemana) y asesinó en torno a unos 35 mil civiles. Las tropas de Estados Unidos atravesaron el río Rin el 7 de marzo de 1945. Un mes más tarde sucede una ofensiva final por parte del bando soviético que posibilitaron que se acercaran a Berlín. Una fecha clave para todo este conflicto a nivel mundial es el 30 de abril de 1945, mientras las tropas de la Unión Soviética iban paulatinamente avanzando hacia la Cancillería del Reich, Hitler acaba con su vida. Todo esto desencadenó que el 7 de mayo de 1945 Alemania se rindiera ante los aliados en Reims y dos días más tarde ante el lado soviético en Berlín, pero a pesar de esto la guerra quedó abierta en el Pacífico. 
Finalmente, la guerra finaliza en agosto, tras el hecho en el que Estados Unidos manda dos bombas atómicas dirigida a las ciudades japonesas de Hiroshima y Nagasaki. Este bombardeo causó la muerte de 120 mil personas. Esto deriva a que los japoneses se rindan públicamente el 2 de septiembre. A nivel global la Segunda Guerra Mundial desencadenó un número de 55 millones de muertes.  
Situación de los judíos
Debido a la persecución de judíos con la llegada al poder de los nazis, estos se vieron obligados a emigrar, aproximadamente en torno a unos 300.000 judíos alemanes. En Alemania a comienzos de la Segunda Guerra Mundial residían en el país en torno a unos 200.000 judíos. Durante la guerra a todos los judíos que residían en el país al igual que en las zonas de Europa bajo el poder alemán, fueron deportados y matados dentro del pacto de la ``Solución final´´.  
Con el estallido de la guerra en septiembre de 1939, la política alemana promulgó una serie de restricciones legislativas a los judíos que aún residían en Alemania. Se les incluyó normativas como toque de queda y la exclusión de aparecer en ciertas áreas de cualquier ciudad. Una vez comenzadas las dietas y el racionamiento de alimentos, estos recibieron un número de raciones menores y se encontraron con la prohibición en cuanto a la compra de determinados productos. Otra normativa en cuanto a las restricciones delimitó el número de periodos en el cual podían comprar alimentos y provisiones. La policía bajo el mandato del gobierno alemán obligó a este tipo de población a entregar objetos eléctricos como radios, bicicletas, automóviles… Todo cambia a partir de septiembre de 1941 cuando les fue prohibido el uso del transporte público. Además, a los niños de a partir seis años se les obligó a utilizar distintivos, denominado como la insignia amarilla con el único fin de ser usado con fines discriminatorios. Los guetos no estaban instaurados en Alemania, pero a pesar de ello se les obligaba a residir en ciertas áreas de ciudades alemanas, ubicándose así en ``edificaciones judías´´. 
Cambiando de área a Polonia, anterior al establecimiento de los campos de exterminio, comenzaron con el destierro de judíos desde Alemania. Desde octubre hasta diciembre de ese año, desterraron a casi 50.000 judíos, en su mayor parte a guetos en Kovno, Lodz, Minsk, Riga y Varsovia. En su mayoría los judíos que fueron enviados a Lodz y Varsovia fueron enviados a los campos de exterminio de Auschwitz, Chelmno y Treblinka. Los judíos que fueron expulsados a guetos de los Bálticos y Bielorrusia, a su llegada fueron fusilados. Entre 1942 y 1943 la mayor parte de judíos que quedaron en Alemania fueron enviados directamente a campos de exterminio (Auschwitz y Birkenau). Con respecto a la gente anciana, fueron desplazada a guetos de Theresienstadt donde la mayor parte fallecieron por causas de hambruna o epidemias.
Tras todos estos destierros de judíos en masa, se remontan a principio de 1943 donde quedaron únicamente en Alemania unos 15 mil judíos. La mayor parte de los judíos que quedaron en el país estaban casados con no judíos o eran clasificados dentro de judíos parciales por lo que permanecieron exentos del destierro. Por otro lado, quedaron miles de judíos que permanecieron escondidos hasta que finalizó la guerra.  
Situación de la guerra en el continente africano. 
Kenia formaba parte de la colonia británica y por ello se vio obligada a participar tras la declaración de guerra en septiembre de 1939 en el bando de los aliados. A pesar de que ciertos combates con las tropas italianas tuvieron lugar en Kenia desde 1940 hasta febrero de 1941, desencadenó en ser un activo principalmente económico fundamental para los aliados y para contribuir con un número importante de soldados para luchar dentro del ejército de Reino Unido. 
Al comienzo de la guerra, debido a la cercanía que presentaba con colonias italianas, se temía que el ejército italiano pudiera avanzar hacia Kenia al igual que había sucedido con la Somalilandia. Los rifles africanos del rey (KAR) eran los responsables de la defensa de la África oriental con los ingleses y únicamente el cuerpo de camellos y las Fuerzas de Defensa de Sudán, sumaban 2.900 hombres. Una cifra muy pequeña comparada con las tropas italianas que eran 250.000. Es cierto que la invasión a Kenia no se produjo, pero se llevaron a cabo incursiones, operaciones muy similares ocurrieron contra Sudán 
Participación bélica
En el contexto de la Segunda Guerra Mundial, Kenia se encuentra como uno de los campos de reclutamiento fundamentales por parte del ejército británico en el continente africano. Durante la guerra el 30% de la fuerza total de los kenianos fueron reclutados. La mayor parte de los soldados de Kenia eran voluntarios, pero presentaban una segregación racial por la cual los negros no podían elevarse por encima de un rango de suboficial. Estos soldados sirvieron para la Campaña de África Oriental como para la invasión de Madagascar y la Campaña de Birmania contra los japoneses. Además, el país dio nombre a un crucero británico que fue capaz de servir durante la guerra, pero no contribuyó plenamente a su tripulación. 
Contribución económica
Para la colonia británica, Kenia constituye una fuente importante de productos agrícolas donde suministraban grandes cantidades de té y tabaco. Originariamente las tierras de Kenia estaban suministradas por agricultores blancos. La demanda de productos agrícolas en momentos de guerra provocó que las autoridades de la colonia mandaran a 200 mil trabajadores de Kenia para que viviera y trabajaran las tierras de propiedad blanca hasta que finalizara la guerra. 
Detención
Un gran número de soldados italianos que fueron capturados en la Campaña de África Oriental, derivaron en ser internados en los campamentos del país, los cuales fueron utilizados para proyectos de infraestructura civil. 
Demografía
El movimiento de la economía de Kenia a lo largo de la guerra derivó en un aumento del nivel de urbanización, en concreto la de Mombasa y Nairobi hasta un 50 % más. 
Todo esto finalizará con el levantamiento de la prohibición del activismo de la política en 1944, con la Unión de Estudios Africanos en Kenia que se fundó en torno a 1944 con el subnombre de un partido político dentro de un nivel nacional para promover una campaña para la independencia de los británicos y así la creación de un estado con variedad de etnias. La unión a este partido por parte de soldados kenianos no fue gran recibido, pero, si participaron activamente dentro del movimiento independista que finalizaría con el Levantamiento de Mau Mau en 1952.

## Críticas
Según la crítica de cine de El País de Ángel Fernández-Santos es una «Crónica y memorial familiar luminosa de gran calado, En un lugar de África es cine hondo, inteligente y nada convencional». Una opinión similar es la del Chicago Sun-Times que la define como «es tan infrecuente encontrar una película que te absorba rápidamente en su historia».

## Influencias cinematográficas
La película En un lugar de África tiene influencias de muchas otras películas relacionadas con este continente. La relación de Regina con el criado Auwor como si fuera su ángel de la guarda, nos recuerda a Farah de Memorias de África. El vestuario de la película dirigida por Caroline Link, En un lugar de África se ha dejado influenciar por el largometraje Soñé con África, sobre todo en la ropa de Jettel Redlich, similar a la que llevaba Kim Basinger en esta película. Ambos largometrajes podemos insertarlos en la categoría de películas ambientadas en África.

## Reparto
- Juliane Köhler – Jettel Redlich
- Merab Ninidze – Walter Redlich
- Sidede Onyulo – Owuor
- Matthias Habich – Süsskind
- Lea Kurka – Regina (pequeña)
- Karoline Eckertz – Regina (mayor)
- Gerd Heinz – Max
- Hildegard Schmahl – Ina
- Maritta Horwarth – Liesel
- Regine Zimmermann – Käthe
- Gabrielle Odinis – Dienstmädchen Klara
- Bettina Redlich – Mrs. Sadler
- Julia Leidl – Inge
- Mechthild Grossmann – Elsa Konrad
- Joel Wajsberg – Hubert

## Banda sonora (BSO)
La banda sonora mezcla la música occidental con partituras de canciones africanas. En una dualidad lógica que se combina formando un solo tema que encaja a la perfección con el entorno. Todo un conjunto de belleza y elegancia. El compositor fue Niki Reiser.

## Premios
- Deutscher Filmpreis ("Premio del cine alemán": "Golden Lola") 2002
  - Mejor película
  - Mejor fotografía: Gernot Roll
  - Mejor director: Caroline Link
  - Mejor música: Niki Reiser
  - Mejor actor de reparto: Matthias Habich
- Bayerischer Filmpreis ("Premio del cine bávaro") 2002
  - Mejor producción
- Bayerischer Filmpreis ("Premio del cine bávaro") 2003
  - Premio del público
- Premios Óscar
  - Mejor película extranjera

- Globos de Oro
  - Mejor película extranjera